# Sixto Durán Ballén
Sixto Alfonso Durán-Ballén Cordovez (Boston, Estats Units 1921), arquitecte i polític equatorià que fou president de l'Equador (10-08-1992 – 10-08-1996).
El 1992 fundà el partit Unidad Republicana, escissió del partit social-cristià i amb el qual guanyà les eleccions de 1992. Durant la seva presidència es produí la breu guerra del Cenepa contra el Perú; la victòria marginal de l'Equador dugué posteriorment a la firma d'un tractat de pau, ja durant el govern de Jamil Mahuad.
En l'aspecte econòmic s'imposà l'objectiu de reduir el dèficit públic i la inflació per atreure la inversió estrangera. El projecte topà amb greus dificultats socials amb vagues i protestes socials però també amb dificultats polítiques sorgides de la lluita entre el govern i el congrés. Així i tot, la inflació va descendir al 30 per cent el 1993 i al 27,3 el 1994 i les reserves del país van pujar de 782 milions de dòlars el desembre de 1992 a 1.712 milions el desembre de 1994. L'atur va baixar del 8,9 el 1992 al 7,1 el 1994 i es va reduir el dèficit fiscal al 2,5 per cent a finals de 1992. El 1993 es van trencar els llaços amb l'OPEP a fi de poder exportar petroli per sobre de les quotes assignades i es van establir fronteres comercials més obertes amb Colòmbia i el Perú.
El 1994 s'acceptà la reforma de la Constitució, però la guerra del Cenepa i especialment l'escàndol del vicepresident Alberto Dahik, acusat de corrupció, suborn i traïció a la pàtria. Aquest fet introduí una forta sospita de corrupció entre l'electorat, de manera que malgrat els esforços de modernització les eleccions de 1996 donaren el triomf a l'opositor Abdalá Bucaram.